# Прва савезна лига Југославије у фудбалу 1977/78.
Прва савезна лига Југославије била је највиши ранг фудбалског такмичења у Југославији 1977/78. године. И педесета сезона по реду у којој се организовало првенство Југославије у фудбалу. Шампион је постао Партизан из Београда, освојивши своју осму шампионску титулу.

## Табела
| Mesto | Klub                      | mečeva | pobeda | nerešenih | poraza | dati golovi | primljeni golovi | gol razlika | bodova |
| ----- | ------------------------- | ------ | ------ | --------- | ------ | ----------- | ---------------- | ----------- | ------ |
| 1     | Партизан                  | 34     | 22     | 10        | 2      | 55          | 19               | +36         | 54     |
| 2     | Црвена звезда             | 34     | 21     | 7         | 6      | 59          | 26               | +33         | 49     |
| 3     | Хајдук Сплит              | 34     | 14     | 11        | 9      | 58          | 26               | +32         | 39     |
| 4     | Динамо Загреб             | 34     | 12     | 13        | 9      | 54          | 49               | +5          | 37     |
| 5     | Ријека                    | 34     | 12     | 13        | 9      | 47          | 42               | +5          | 37     |
| 6     | Слобода Тузла             | 34     | 15     | 5         | 14     | 47          | 46               | +1          | 35     |
| 7     | Вележ Мостар              | 34     | 13     | 9         | 12     | 42          | 43               | -1          | 35     |
| 8     | Војводина                 | 34     | 14     | 4         | 16     | 46          | 38               | +12         | 32     |
| 9     | Сарајево                  | 34     | 11     | 10        | 13     | 50          | 46               | +4          | 32     |
| 10    | Олимпија Љубљана          | 34     | 13     | 6         | 15     | 44          | 44               | 0           | 32     |
| 11    | Будућност Титоград        | 34     | 12     | 7         | 15     | 41          | 51               | -10         | 31     |
| 12    | Борац Бања Лука           | 34     | 10     | 10        | 14     | 44          | 50               | -6          | 30     |
| 13    | Осијек                    | 34     | 9      | 12        | 13     | 32          | 42               | -10         | 30     |
| 14    | Раднички Ниш              | 34     | 9      | 12        | 13     | 31          | 43               | -12         | 30     |
| 15    | Загреб                    | 34     | 9      | 11        | 14     | 37          | 46               | -9          | 29     |
| 16    | ОФК Београд               | 34     | 10     | 8         | 16     | 34          | 54               | -20         | 28     |
| 17    | Челик Зеница              | 34     | 9      | 10        | 15     | 34          | 50               | -16         | 28     |
| 18    | Трепча Косовска Митровица | 34     | 7      | 10        | 17     | 28          | 52               | -24         | 24     |
| -     | Напредак Крушевац         | -      | -      | -         | -      | -           | -                | -           | -      |
| -     | Жељезничар Сарајево       | -      | -      | -         | -      | -           | -                | -           | -      |

Najbolji strelac: Радомир Савић (Сарајево) - 21 gol.

## Састави екипа
| Екипа         | Играчи | Тренер        |
| ------------- | --- | ------------- |
| Партизан      | Момчило Вукотић 34/11, Ненад Стојковић 34/3, Никица Клинчарски 34/2, Петар Борота 34, Александар Трифуновић 32/5, Борислав Ђуровић 28/1, Бошко Ђорђевић 27/5, Јусуф Хатунић 27, Милован Јовић 24/6, Илија Завишић 24/4, Џевад Прекази 22/2, Иван Голац 19/1, Павле Грубјешић 17/3, Слободан Сантрач 16/11, Владимир Пејовић 15, Томислав Ковачевић 14, Драган Арсеновић 11, Решад Куновац 8, Рефик Козић 5/1, Новица Вулић 4, Аранђел Тодоровић 2, Мирослав Полак 1. | Анте Младинић |
| Црвена звезда | Александар Стојановић 34, Зоран Јеликић 32/5, Зоран Филиповић 31/15, Михаљ Кери 30/3, Владимир Петровић 28/9, Драган Џајић 25/5, Душан Лукић 25/1, Славољуб Муслин 25, Златко Крмпотић 23/1, Душан Николић 23, Никола Јовановић 19, Владислав Богићевић 17/2, Душан Савић 16/6, Сеад Сушић 15/6, Милош Шестић 15/2, Иван Јуришић 14, Милован Рајевац 13, Недељко Милосављевић 12/3, Бранко Радовић 9, Милан Бабић 6, Ђорђе Миловановић 6, Михајло Петровић 5, Миле Новковић 4, Зоран Бингулац 3, Здравко Боровница 2, Драган Никитовић 1, Ђорђе Јовановски 1. | Гојко Зец     |
| Хајдук        | Ведран Рожић 33, Иван Каталинић 31, Ивица Шурјак 30/4, Марио Бољат 30/1, Славиша Жунгул 29/15, Бориша Ђорђевић 29/1, Драго Рукљач 28/10, Давор Чоп 28/5, Зоран Вујовић 27, Дражен Мужинић 24/2, Шиме Лукетин 23/1, Златко Вујовић 22/2, Лука Перузовић 20/1, Ненад Шалов 20/1, Јурица Јерковић 13/2, Маријан Зовко 12, Вилсон Џони 10/2, Стипан Николић 6, Иван Будимчевић 4, Роберт Јуричко 4, Иван Гудељ 3/1, Ватрослав Петриновић 3, Дамир Лете 2, Анте Ракела 1, Дамир Маричић 1. |               |
| Динамо        | Ивица Сензен 34/7, Срећко Богдан 31/4, Петар Бручић 30/2, Сњежан Церин 28/9, Велимир Зајец 28/3, Џемал Мустеданагић 25/2, Желимир Стинчић 23, Бранко Туцак 23, Марио Бонић 20/10, Јосип Куже 20, Златко Крањчар 18/9, Ивица Пољак 17/1, Бранко Девчић 17, Мартин Новоселац 17, Вељко Тукша 16/1, Иван Беди 13, Томислав Ивковић 10, Чедомир Јовичевић 10, Младен Жупетић 6/1, Марко Млинарић 5/2, Рајко Вујадиновић 5/1, Драгутин Вабец 4, Милан Шаровић 3, Рајко Јањанин 2, Славко Микац 1. |               |
| Ријека        | Срећко Јуричић 33, Салих Дуркалић 32/7, Милош Хрстић 32/1, Дамир Десница 31/4, Никица Цукров 31/1, Звијездан Радин 31/1, Радојко Аврамовић 31, Милан Радовић 30/12, Милан Ружић 30, Миодраг Кустудић 27/17, Сергио Макин 19, Сава Филиповић 17, Ивица Цар 16, Зоран Шестан 15, Младен Билибајкић 13, Жељко Мијач 12/1, Радисав Баришић 10, Мурат Шаран 7/1, Мирослав Шугар 4, Мауро Равнић 3, Ангело Девесцови 3, Дарко Перанић 3, Адриано Фегиц 2/1, Давор Радмановић 1. |               |
| Слобода       | Ешреф Јашаревић 33/1, Мерсад Ковачевић 31/14, Неџад Верлашевић 31/4, Касим Алибеговић 31/1, Фуад Мулахасановић 28/11, Џевад Шећербеговић 28/1, Исмет Хаџић 28, Цвијетин Благојевић 26/2, Александар Миличић 25, Ранко Цакић 23, Нихад Мујезиновић 20/1, Сеад Сарајлић 17/3, Гордан Џафић 15/2, Сенад Ибрић 15/1, Мустафа Хукић 14, Јован Геца 13/5, Слободан Дијамант 13/1, Јасмин Диванефендић 11, Неврес Гогић 9, Зоран Малишевић 8, Радомир Јовичић 6, Владо Колесник 4, Зоран Томић 2, Слободан Петровић 2, Мирза Хаџић 1. |               |
| Вележ         | Драгомир Окука 34/2, Дубравко Ледић 30, Блаж Слишковић 29/7, Славко Његуш 29, Милидраг Хоџић 28/4, Вахид Халилхоџић 27/18, Обрен Вукићевић 27, Момчило Вукоје 26/4, Владимир Ћутук 26, Владимир Матијевић 25/2, Веселин Ђурасовић 23, Хасан Шкрбо 19, Џемал Хаџиабдић 17, Авдо Калајџић 15, Ибрахим Јакиревић 13, Миомир Метер 11, Мирсад Мулахасановић 10, Миле Булајић 9, Никола Грабовац 7, Фрањо Владић 5/4, Слободан Мрган 5, Мирко Ћорлука 3/1, Ненад Биједић 3, Владимир Пецељ 2, Џевад Рамадановић 2, Сенадин Слато 1, Седин Тановић 1. |               |
| Војводина     | Слободан Павковић 32/3, Драган Бошњак 30/6, Ђорђе Вујков 29, Шандор Мокуш 29, Јосиф Илић 28/5, Владимир Трифуновић 27/3, Мирослав Јаковљевић 26, Петар Никезић 24/11, Ратко Свилар 21, Славко Личинар 16/4, Ивица Радосављевић 16/3, Драган Јаблан 16, Чедомир Мићовић 15, Бранислав Аникић 13/2, Ласло Леринц 12, Слободан Јањуш 11, Милан Рубин 10, Жељко Јурчић 9/1, Бранислав Новаковић 9, Данило Мандић 9, Милан Тришић 8, Слободан Вучековић 7/2, Милорад Пилиповић 6, Миленко Драгојевић 5/3, Зоран Пашић 5, Драган Тодоровић 5, Лука Титов 4, Душан Ненадић 4, Миладин Пураћ 4, Зоран Мишић 3, Ђорђевић 1, Миле Врга 1.                                         |               |
| Сарајево      | Сребренко Репчић 34/6, Радомир Савић 33/21, Сафет Сушић 33/8, Бранислав Бошњак 33/4, Анте Рајковић 33, Едхем Шљиво 32/6, Зоран Лукић 29, Фарук Хаџибегић 28/1, Желимир Видовић 27, Ненад Видаковић 22/1, Нихад Милак 21/1, Сеад Хоџић 19/1, Сеад Груда 17, Милош Ђурковић 16, Мехмед Јањош 11, Предраг Пашић 11, Нијаз Мердановић 9, Предраг Куртеш 8, Златко Дуповац 7, Абдел Бешовић 4/1, Радослав Бебић 3, Ирфан Ханџић 2, Салко Никшић 1, Агим Николић 1. |               |
| Олимпија      | Раде Радуловић 34/2, Тоне Рожич 33/8, Љубиша Далановић 33/1, Данило Пердув 32/3, Вукадин Лаловић 30/4, Милан Ћаласан 29/8, Слободан Доганџић 29, Стеван Саматовић 27/1, Петер Амершек 26/5, Предраг Томић 26/1, Јанез Вољч 24/6, Стеван Комљеновић 21/2, Зденко Искра 15, Раде Вујновић 14, Златко Клампфер 12, Роберт Вољч 12, Драги христовски 10, Марко Елснер 5/2, Дарко Домаденик 3, Младен Јовичевић 2, Игор Хазабент 1, Антон Хроватић 1, Зоран Матовић 1. |               |
| Будућност     | Момчило Вујачић 34, Петар Љумовић 30/1, Зоран Воротовић 30, Жарко Вукчевић 29/7, Анто Мирочевић 27/7, Мојаш Радоњић 26/10, Василије Јовановић 26/7, Војислав Вукчевић 26, Славко Влаховић 26, Јанко Мирочевић 25, Радован Бошковић 21/1, Драгомир Ковачевић 19/3, Мирко Радиновић 19, Божо Милатовић 18, Драган Вујовић 16/2, Момир Бакрач 16/2, Никола Јанковић 13, Момчило Бошковић 10, Зоран Џанкић 6, Момчило Божовић 5, Иван Радовић 5, Чедомир Милошевић 3, Жарко Павићевић 1. |               |
| Борац         | Фуад Ђулић 34, Ненад Лазић 33/1, Хикмет Кушмић 32/1, Звонко Видачак 31/4, Златан Арнаутовић 31/2, Абид Ковачевић 30/6, Мухамед Ибрахимбеговић 28/12, Берислав Буковић 27/2, Слободан Куљанин 25/2, Џевад Кресо 25, Зоран Смилевски 23/3, Драган Марјановић 19/5, Мирсад Сејдић 19/1, Изет Реџепагић 18/3, Менсур Бајагиловић 17, Драго Богојевић 7, Шиме Миочић 6/1, Владо Котур 4, Милош Цетина 4, Кемал Бехарић 3, Мухарем Самарџић 3, Фахрудин Зејниловић 2, Владимир Тодоровић 2, Добривоје Трнинић 1. |               |
| Осијек        | Ивица Миљковић 31/1, Срећко Хуљић 31, Иван Лукачевић 30/9, Ивица Грња 30/3, Миле Думанчић 30, Љубомир Петровић 29/2, Горан Поповић 26, Илија Ивковић 25, Слободан Јанковић 23/6, Ратомир Дујковић 22, Кемал Челић 20/1, Стјепан Чордаш 19/1, Жељко Родић 17/2, Маринко Сумић 17/1, Аранђел Тодоровић 14/3, Иван Шмудла 13, Фране Обилиновић 12/2, Паво Мајер 12, Суад Калесић 5, Владимир Смолчић 5, Благоје Остојић 5, Јошко Дупланчић 4, Бишкић 1. |               |
| Раднички      | Стеван Андрејевић 31/2, Душан Митошевић 29/12, Зоран Митић 29, Бранислав Ђорђевић 28/2, Милован Обрадовић 28/1, Мирослав Војиновић 26/2, Александар Панајотовић 25/3, Миодраг Стојиљковић 25/2, Љуборад Стевановић 21, Зоран Мартиновић 20, Владимир Јоцић 19/4, Сава Обрадовић 18, Слободан Халиловић 17, Зоран Тасић 15, Мирослав Симоновић 14/1, Зоран Миленковић 14, Трајче Ковачев 11, Слободан Антић 9/1, Љубиша Рајковић 8, Миодраг Стефановић 7, Суад Калесић 7, Драган Васовић 6, Драган Спнуловић 6, Ненад Цветковић 4/1, Миодраг Савић 4, Милан Доведан 2, Милан Петровић 1, Милован Митић 1, Витомир Димитријевић 1, Бобан Недељковић 1, Мирослав Стајић 1. |               |
| Загреб        | Дамир Валец 34, Звонко Чопор 31/3, Маријан Черчек 30/3, Бранимир Антолић 30, Жељко Смолек 29/4, Божо Бакота 28/10, Драго Ткалец 28/2, Вјеран Симунић 26, Мехмедалија Шишић 25, Стипе Перић 22, Зденко Кафка 21, Јосип Чоп 19, Атиф липовац 17, Славко Ковачић 16/9, Бранко Годинић 16, Марин Куртела 16, Дамир Маричић 11/1, Мијо Маркулин 10, Невен Рудић 9/2, Милан Шаровић 9, Миливоје Шопрек 5, Жарко Шетка 4, Мирослав Орсаг 1. |               |
| ОФК Београд   | Мирко Митин 33/2, Илија Петковић 33, Владета Старчевић 32/4, Сава Стоиљковић 31/1, Божидар Миленковић 30/1, Љубомир Марић 30, Душан Башић 27/10, Милош Костић 27/9, Миодраг Стевановић 21/4, Драгољуб Ивковић 16, Небојша Ђорђевић 15, Милош Јовашевић 15, Здравко Букарица 13, Драгослав Средојевић 12, Нинослав Зец 11/2, Никша Ђујић 11, Владимир Ћулафић 11, Ђорђе Уковски 10/2, Миодраг Пауновић 10, Душан Лукић 8/2, Хранислав Хаџитонић 7, Братислав Ђорђевић 6, Слободан Сантрач 5/1, Младен Божовић 4, Бранислав Влајић 2, Милован Ђорђевић 1, Слободан Батричевић 1, Мирза Кахровић 1, Радослав Станковић 1.                                                  |               |
| Челик         | Душан Алемпић 34, Марин Блоудек 34, Миодраг Тешић 34, Горан Пелеш 31/5, Јасмин Градинчић 28, Кемал Хафизовић 27/6, Тихомир Срдановић 25/1, Милојица Трипковић 23, Бранислав Карач 22/4, Јасмин Хајдук 21/2, Миленко Маниславић 21/1, Мехмед Буза 17/6, Светислав Пердув 17, Динко Жутелија 15, Мурат Шаран 14/5, Сеад Прелџић 12, Драган Стојиљковић 12, Ибрахим Зукановић 7, Горан Спасојевић 6/1, Рајко Продановић 6/1, Златко Ботић 4, Мухарем Самарџић 4, Алмир Имшировић 4, Дамир Брадарац 2, Ранко Малиновић 2, Драган Ђурић 1, Бесим Бајрамбашић 1. |               |
| Трепча        | Илија Савовић 32/8, Мишко Столић 32/4, Фисник Адеми 32/2, Милан Бачваревић 28/3, Драган Милетовић 27/3, Рамадан Цимили 27/2, Миодраг Радојевић 27/2, Душан Рашић 26, Фикрет Грбовић 24, Ердоган Целина 23, Драгољуб Љиљак 22, Драгомир Мутибарић 21, Зоран Буха 16, Асан Шасивари 16, Аднан Зекири 15/1, Рафет Прекази 11/1, Алберт Цветинић 10, Љубомир Радевић 10, Ратомир Мушикић 7, Момир Караџић 4, Бранислав Марков 3, Енвер Гусинац 3, Вахедин Ајети 2, Сабит Далку 1, Петар Мрђа 1, Љубомир Бакмаз 1, Зоран Блажић 1, Драган Мркић 1. |               |